# Pandemia de COVID-19 en Laos
La pandemia de COVID-19 en Laos es parte de la pandemia de COVID-19 causada por el SARS-CoV-2. El primer caso se confirmó el 24 de marzo de 2020, convirtiéndose en el último país del Sudeste Asiático en registrar casos.
Para el 21 de enero de 2021, hay 49 casos confirmados, de los cuales todos se han recuperado.

## Casos confirmados
| Caso | Fecha               | Edad | Género | Nacionalidad       | Lugar                      | Antecedentes de país | Estatus    | Fuente                          |
| ---- | ------------------- | ---- | ------ | ------------------ | -------------------------- | -------------------- | ---------- | ------------------------------- |
| 1    | 24 de marzo de 2020 | 28   | Hombre | Laos               | Prefectura de Vientián     | Tailandia            | Recuperado |                                 |
| 2    | 24 de marzo de 2020 | 36   | Mujer  | Laos               | Prefectura de Vientián     | No                   | Recuperado |                                 |
| 3    | 25 de marzo de 2020 | 26   | Hombre | Laos               | Prefectura de Vientián     | Europa               | Recuperado |                                 |
| 4    | 26 de marzo de 2020 | 42   | Hombre | Laos               | Provincia de Luang Prabang | No                   | Recuperado |                                 |
| 5    | 26 de marzo de 2020 | 42   | Hombre | Laos               | Provincia de Luang Prabang | No                   | Recuperado |                                 |
| 6    | 26 de marzo de 2020 | 41   | Hombre | Laos               | Prefectura de Vientián     | No                   | Recuperado | Contacto cercano con el caso 3  |
| 7    | 28 de marzo de 2020 | 50   | Mujer  | Laos               | Provincia de Luang Prabang | No                   | Recuperado | Esposa del caso 5               |
| 8    | 28 de marzo de 2020 | 18   | Hombre | Laos               | Prefectura de Vientián     | No                   | Recuperado | Contacto cercano con el caso 3  |
| 9    | 29 de marzo de 2020 | 22   | Mujer  | Laos               | Prefectura de Vientián     | Tailandia            | Recuperado |                                 |
| 10   | 25 de marzo de 2020 | 21   | Mujer  | Laos               | Prefectura de Vientián     | No                   | Recuperado | Contacto cercano con el caso 8  |
| 11   | 5 de abril de 2020  | 55   | Hombre | Papúa Nueva Guinea | Prefectura de Vientián     | No                   | Recuperado |                                 |
| 12   | 6 de abril de 2020  | 20   | Mujer  | Laos               | Prefectura de Vientián     | Reino Unido          | Recuperado |                                 |
| 13   | 7 de abril de 2020  | 40   | Hombre | Laos               | Prefectura de Vientián     | No                   | Recuperado |                                 |
| 14   | 7 de abril de 2020  | 19   | Mujer  | Laos               | Prefectura de Vientián     | Reino Unido          | Recuperado |                                 |
| 15   | 8 de abril de 2020  | 20   | Mujer  | Laos               | Prefectura de Vientián     | Reino Unido          | Recuperado |                                 |
| 16   | 10 de abril de 2020 | 23   | Mujer  | Laos               | Prefectura de Vientián     | No                   | Recuperado |                                 |
| 17   | 11 de abril de 2020 | 32   | Mujer  | Laos               | Prefectura de Vientián     | No                   | Recuperado | Contacto cercano con el caso 16 |
| 18   | 11 de abril de 2020 | 32   | Mujer  | Laos               | Prefectura de Vientián     | No                   | Recuperado | Contacto cercano con el caso 16 |
| 19   | 12 de abril de 2020 | 21   | Hombre | Laos               | Prefectura de Vientián     | No                   | Recuperado | Contacto cercano con el caso 16 |